# 北市场 (沈阳)

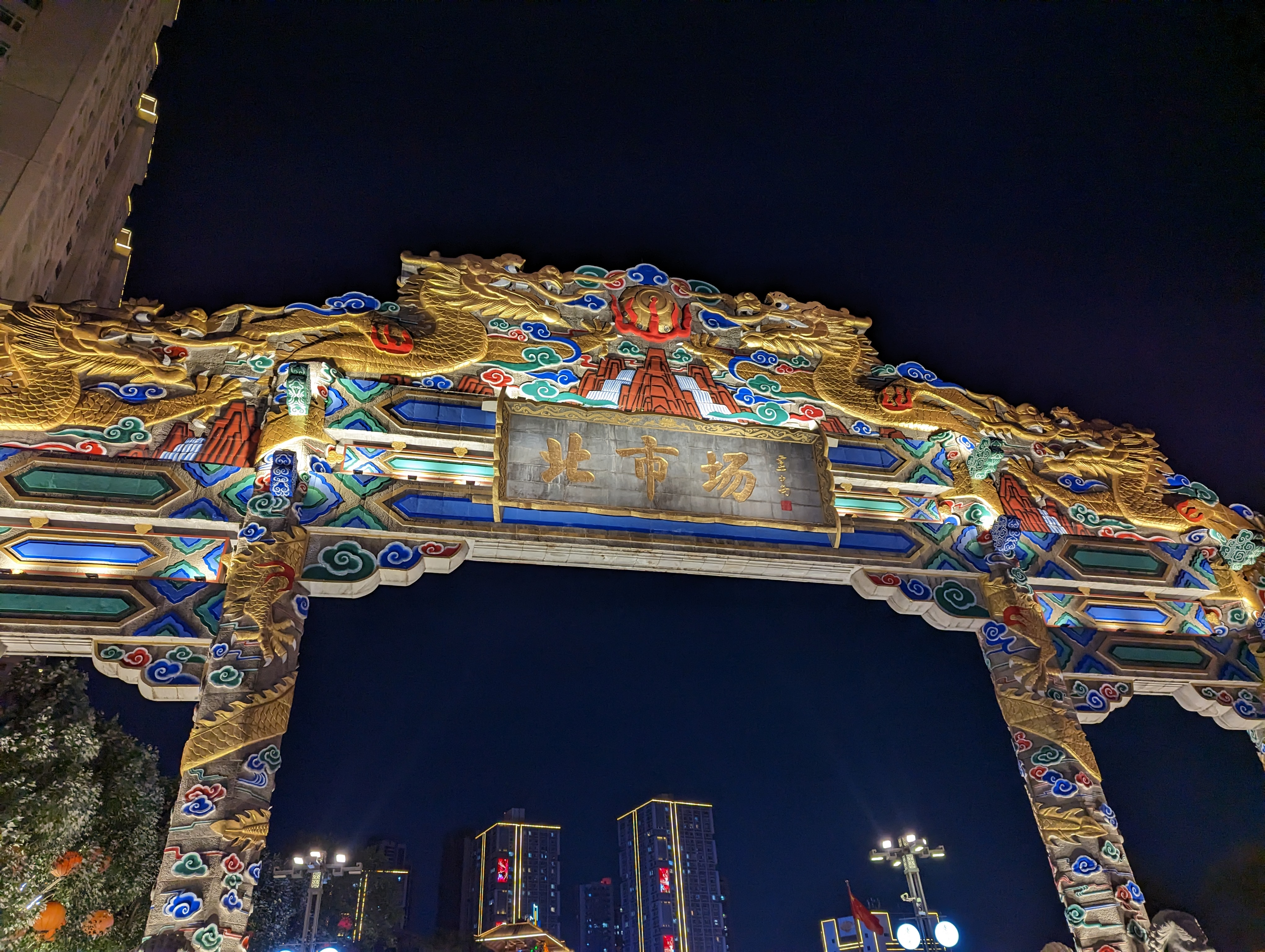
北市场东门

北市场，又称北市或老北市，是沈阳市一座始于清末民初，以百货售卖、江湖卖艺、曲艺展演为主的一座大型综合集散市场。

## 历史
1921年，北洋奉系首领张作霖为发展经济，下令在奉天商埠地开发民族商业。1921年11月，北市场在沈阳皇寺地区建成，张作霖在北市场出台了一系列劝办实业、开源节流、减免税收等政策。 经过几年发展，北市场已成为包括各类戏院、百货、茶馆、饭店、妓院、钱庄等的大型综合性市场，繁荣程度有着“汇集五行八作、辐揍商贾游人”的美誉。2021年，北市摔跤被列入第五批国家级非物质文化遗产。
2020年10月1日，老北市完成升级改造，改造升级后的老北市保留了原有的建筑风格。2021年11月24日，沈阳市老北市景区被列为国家4A级旅游景区。